# Kuckucks-Lichtnelke
Die Kuckucks-Lichtnelke (Silene flos-cuculi (L.) Clairv., Syn.: Lychnis flos-cuculi L.) ist eine Pflanzenart aus der Gattung der Leimkräuter (Silene) innerhalb der Familie der Nelkengewächse (Caryophyllaceae).

## Namensherkunft
Eine ganze Reihe von Pflanzenarten trägt den Kuckuck im Namen. Bei dieser Pflanzenart wird die Blütezeit im Mai, Juni mit dem Ruf des Kuckucks und mit dem Auftreten von „Kuckucksspeichel“ (s. u.) in Verbindung gebracht; so erklärt sich auch der Name.

## Beschreibung

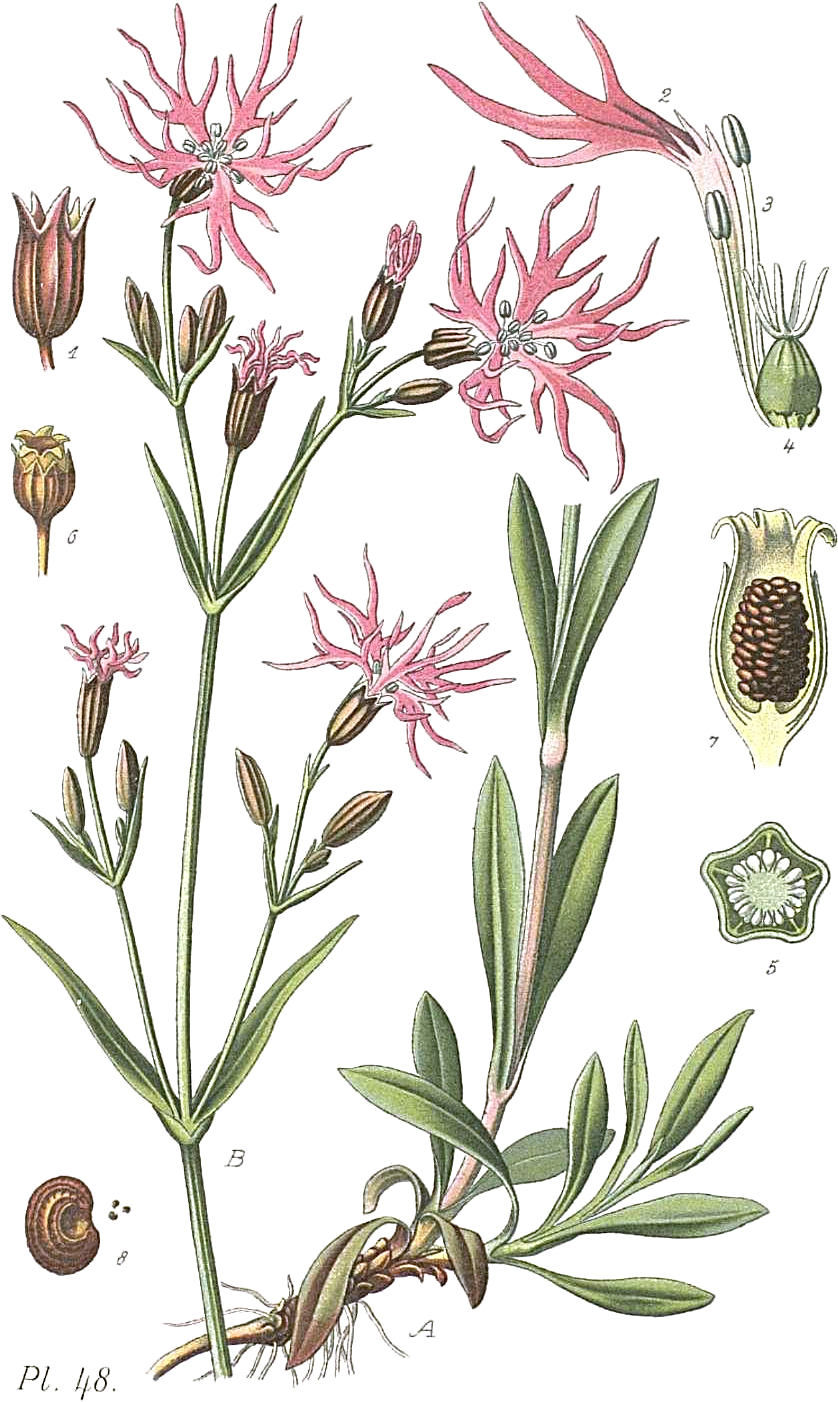
Illustration

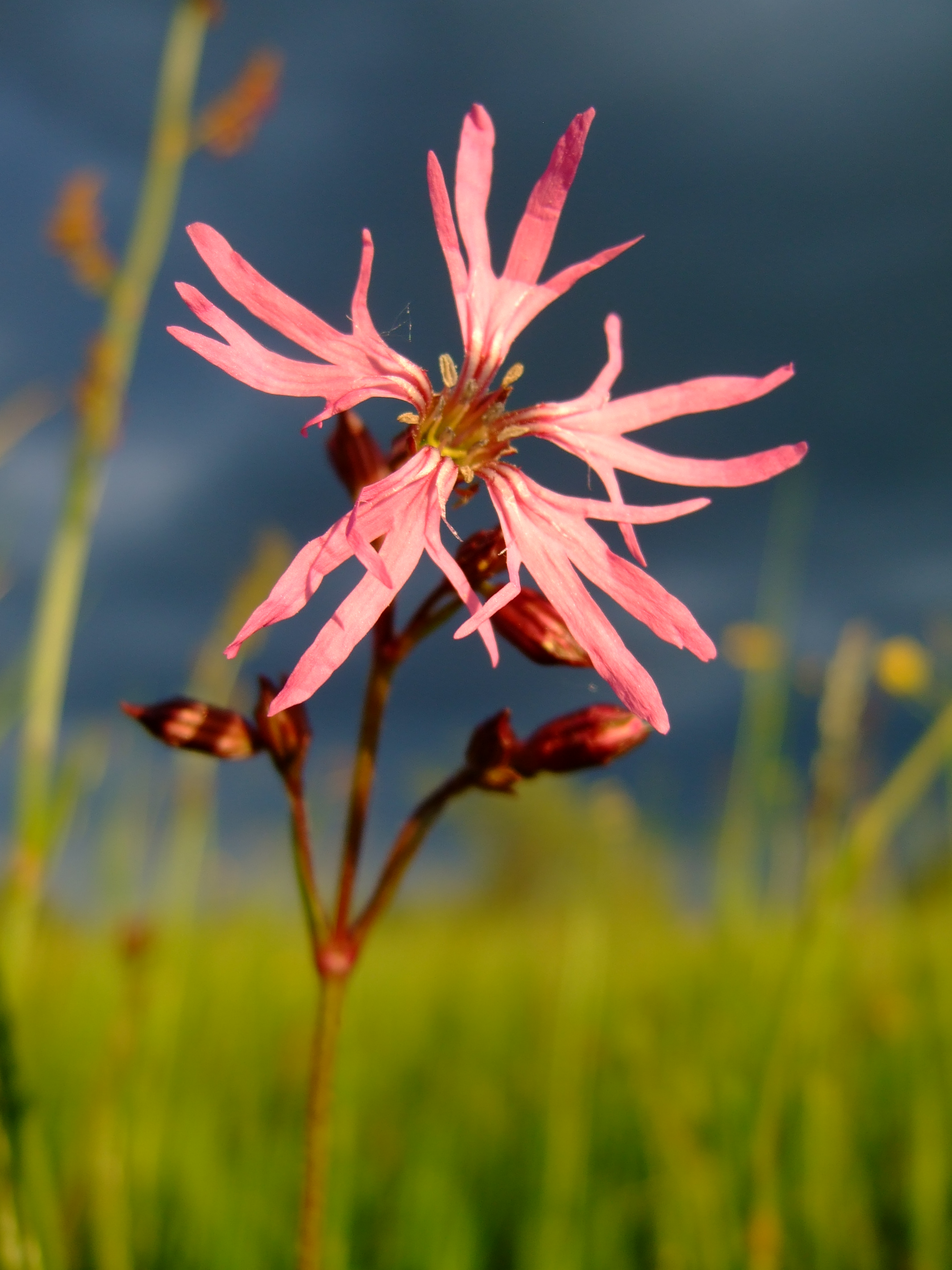
Blüte

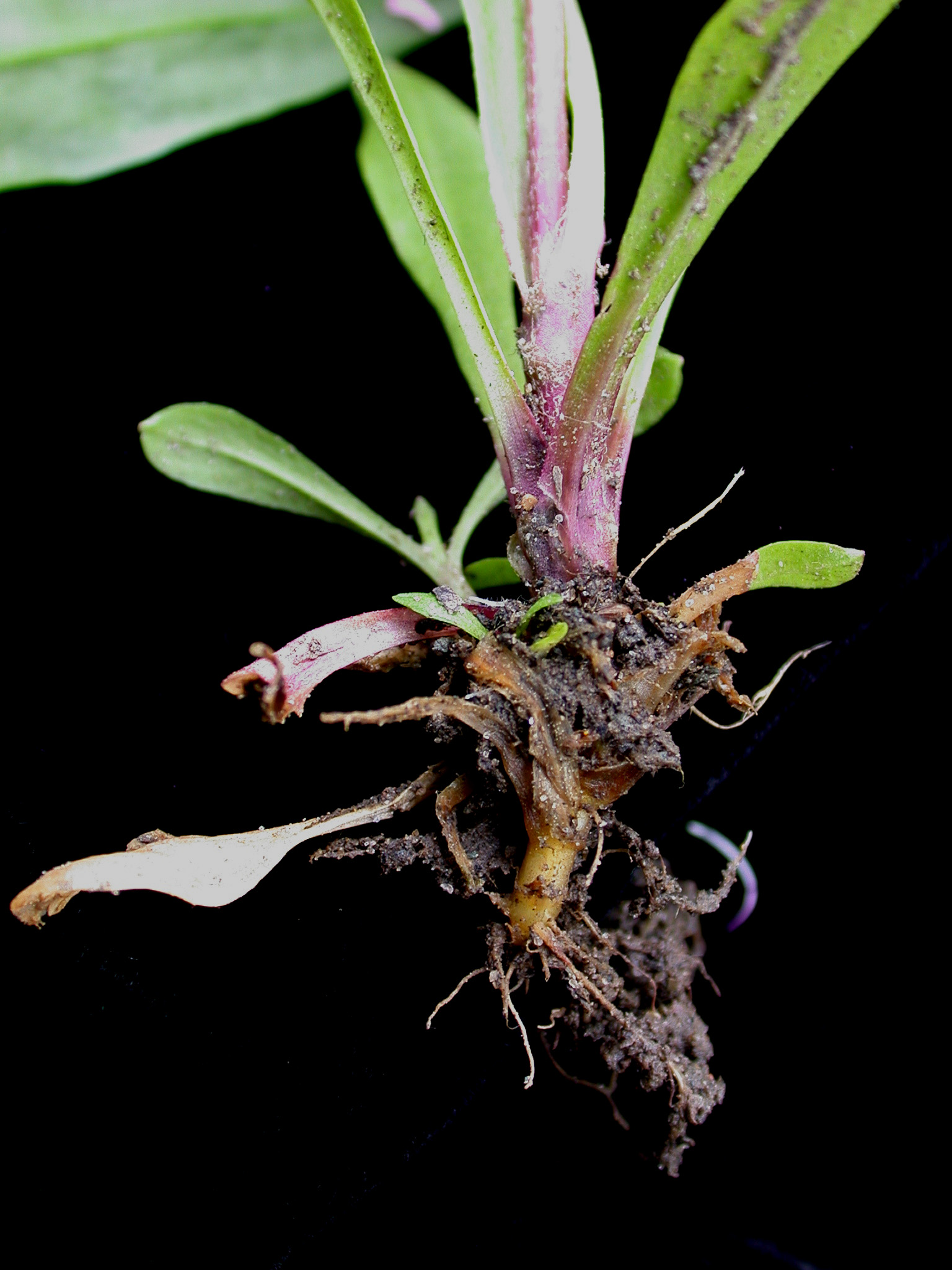
Unter- und oberirdische Pflanzenteile

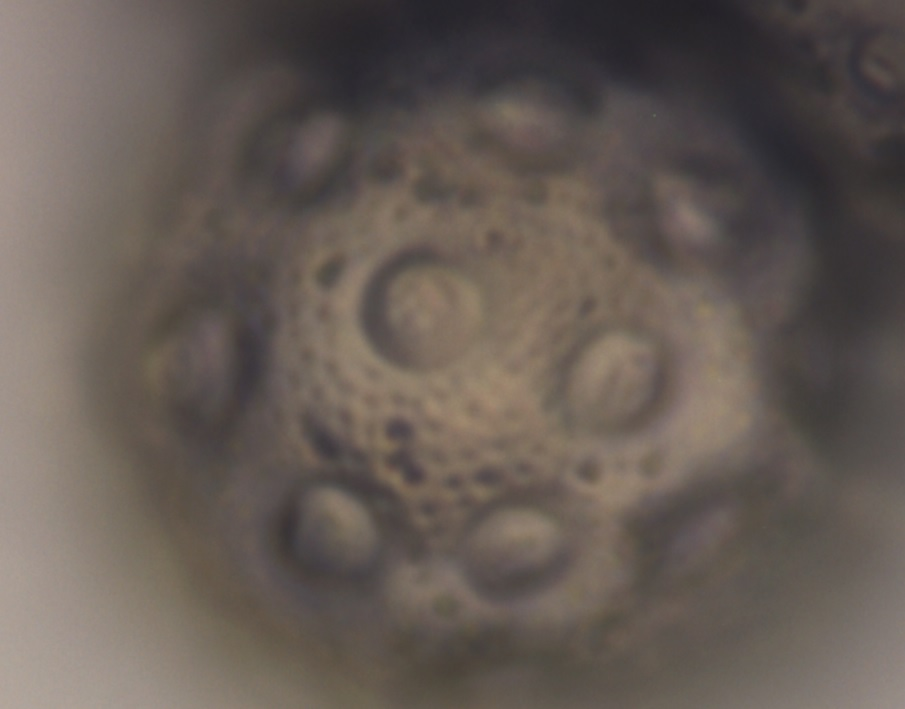
Pollenkorn (400×)

### Erscheinungsbild und Blatt
Die Kuckucks-Lichtnelke  ist eine ausdauernde krautige Pflanze, die Wuchshöhen von 30 bis 90 Zentimetern erreicht. Es werden Blattrosetten, kurze Stängel ohne Blüten und hohe, aufrechte, blühende Stängel ausgebildet. Die Primärwurzel ist kurz und nur 5 bis 8 Zentimeter tief.
Die gestielten Grundblätter sind bei einer Länge von 4 bis 12 Zentimetern spatelartig und am Rand gewimpert. Die oberen Stängelblätter sind lanzettlich geformt. Der Stängel trägt drei bis fünf Paare von gegenständigen Laubblättern über der Rosette.

### Blütenstand und Blüte
Die Blütezeit reicht von Mai bis Oktober. Es wird ein lockerer, trugdoldiger Blütenstand ausgebildet.
Die Blüten sind überwiegend zwittrig, doch kommen auch rein weibliche und rein männliche Pflanzenexemplare vor. Die Blüten sind fünfzählig mit doppelter Blütenhülle und sind bei einem Durchmesser von etwa 4 Zentimetern radiärsymmetrisch. Die fünf Kelchblätter sind zu einer 6 bis 10 Millimeter langen, zehnnervigen, kahlen Kelchröhre verwachsen. Die fünf Kronblätter sind 15 bis 25 Millimeter lang und vierfach, selten nur zweifach, tief geschlitzt. Wie für die Silene-Arten typisch, bilden sie eine Nebenkrone aus. Die meisten Pflanzenexemplare blühen zwar rosafarben, aber es kommen auch weiße Exemplare vor. Es sind fünf Griffeläste vorhanden.

### Frucht und Samen
Die Kapselfrucht ist bei einem Durchmesser von bis zu 8 Millimetern kugelig und öffnet sich oben mit fünf Zähnen; dort entlässt sie die Samen. Die dunkel-braunen, bei einer Größe von etwa 1 Millimeter nierenförmigen Samen besitzen eine dicht mit winzigen Spitzen besetzte Oberfläche. Fruchtreife erfolgt von Juli bis Oktober.

### Chromosomenzahl
Die Chromosomenzahl beträgt n = 12.

## Ökologie
Die Kuckucks-Lichtnelke ist ein Hemikryptophyt und eine wintergrüne Halbrosettenpflanze. Vegetative Vermehrung geschieht durch Ausläufer; dies führt oft zu größeren, freilich genetisch einheitlichen, weil klonalen Pflanzenbeständen.
An ihren Stängeln findet man nicht selten weiße, schaumige Massen mit den Larven der dort Pflanzensäfte saugenden Schaumzikade (Philaenus spumarius). Diese Schaumgebilde werden im Volksmund „Kuckucksspeichel“ genannt, weil sie mit der Rückkehr des Kuckucks Anfang Mai in Verbindung gebracht wurden. Das gleiche Phänomen findet sich beim Wiesen-Schaumkraut (Cardamine pratensis).
Die Blüten sind vormännliche „Stieltellerblumen“. Der Stängel unter den Knoten (Nodien) ist klebrig; das bewirkt einen Aufkriechschutz gegen kleinere Insekten.
Durch die zerteilten Kronblätter wird eine erhöhte Anlockung der Bestäuber erreicht. Die Nebenkrone, das „Krönchen“, ist eine Verlängerung der „Kronröhre“. Die freien Kronblätter werden durch die Kelchröhre röhrenartig zusammengeschlossen. Die Bestäubung erfolgt durch Insekten. Als Blütenbesucher wurden Lepidopteren, Dipteren und Hymenopteren beobachtet.
Wegen des tiefen Kelches sind zur Bestäubung aber nur langrüsselige Insekten wie Schmetterlinge  und langrüsselige Bienen in der Lage. Auch Selbstbestäubung ist möglich.
Mit fünf nach außen gebogenen Zähnen springen die Kapselfrüchte bei Trockenheit auf und streuen die Samen als Wind- und Tierstreuer aus.

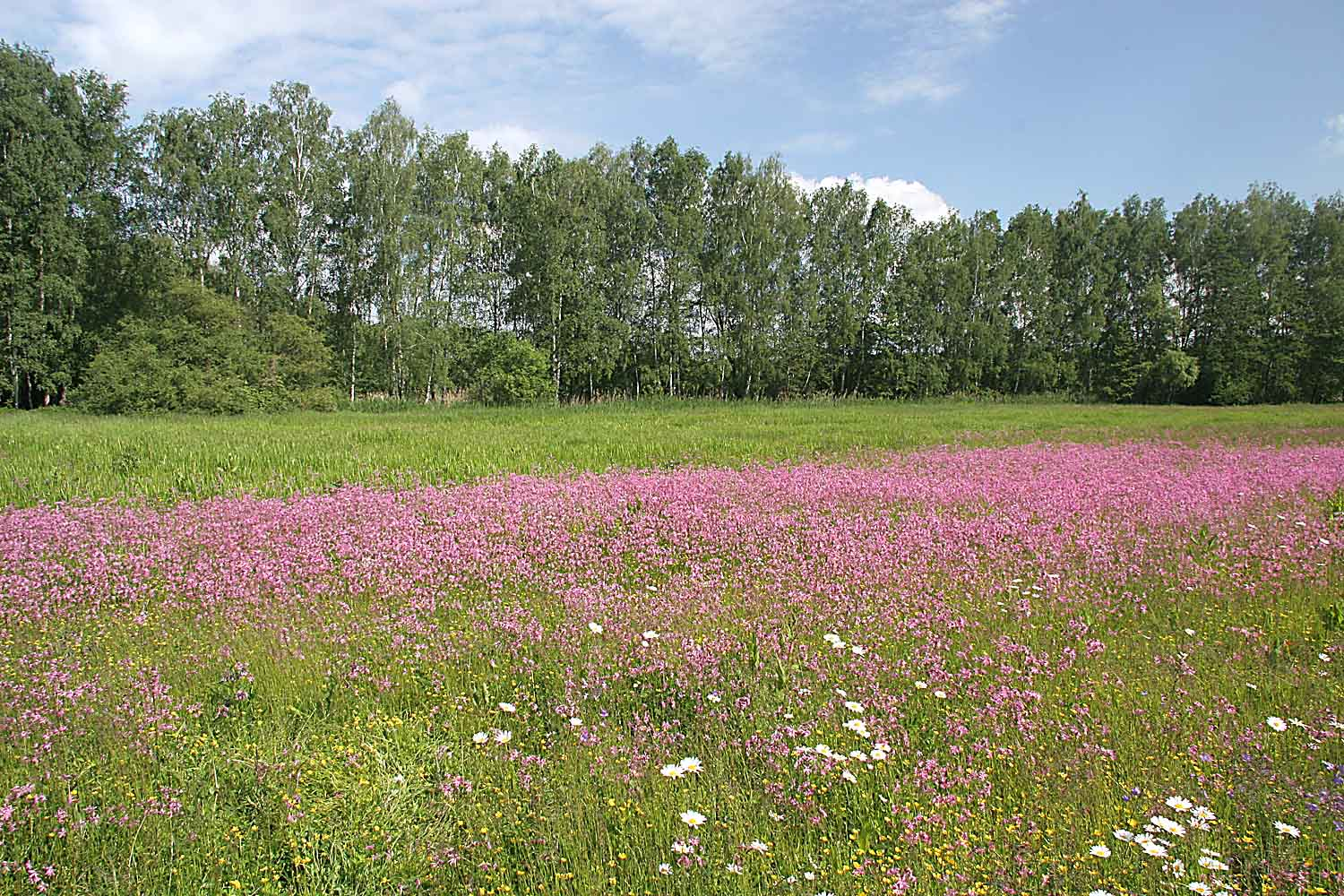
Blütenaspekt am Naturstandort

## Vorkommen
Die Kuckucks-Lichtnelke ist in den gemäßigten Gebieten Europas und Westasiens verbreitet. In Europa kommt sie in fast allen Ländern vor; sie fehlt nur in Belarus und in Bosnien-Herzegowina. Sie gedeiht in Höhenlagen von bis zu 2000 Metern. Im 19. Jahrhundert wurde sie in die Neue Welt eingeschleppt. Sie ist dort wie auch in Japan ein Neophyt. In den Allgäuer Alpen steigt sie im Kleinen Walsertal zwischen der Ifenhütte und Gottesacker in Höhenlagen bis zu 1720 Metern auf. Im Kanton Graubünden steigt die Art bis 2100 Meter Meereshöhe auf.
Sie gedeiht am besten in feuchten, mäßig fetten Wiesen, Mooren und Sümpfen. In stark überdüngten Wiesen findet man sie nicht, dafür aber in nassen, nährstoffarmen Gräben im Umfeld. Sie hat in Mitteleuropa ihren Verbreitungsschwerpunkt in Calthion-Pflanzengesellschaften. Sie ist eine Ordnungscharakterart der Molinietalia, kommt aber auch in feuchten Gesellschaften der Ordnung Arrhenatheretalia vor. In den ökologischen Zeigerwerten nach Ellenberg wird die Kuckucks-Lichtnelke als Halbschattenpflanze für mäßigwarmes Seeklima angegeben. Die angezeigte Bodenbeschaffenheit ist stark wechselnd feucht.
Die ökologischen Zeigerwerte nach Landolt et al. 2010 sind in der Schweiz: Feuchtezahl F = 4w+ (sehr feucht aber stark wechselnd), Lichtzahl L = 4 (hell), Reaktionszahl R = 3 (schwach sauer bis neutral), Temperaturzahl T = 3+ (warm-kollin), Nährstoffzahl N = 3 (mäßig nährstoffarm bis mäßig nährstoffreich), Kontinentalitätszahl K = 3 (subozeanisch bis subkontinental).

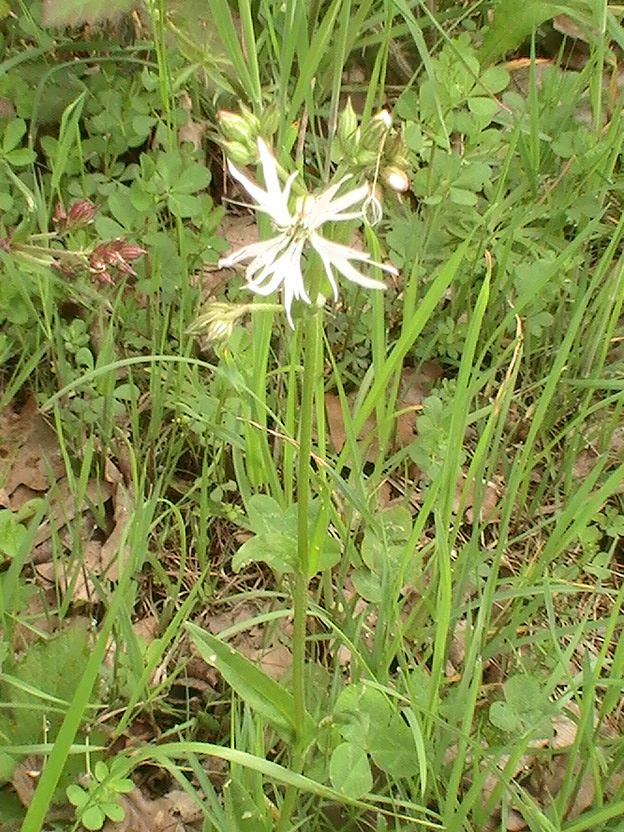
Kuckucks-Lichtnelke mit weißer Blüte

## Systematik
Die Erstveröffentlichung erfolgte 1753 unter dem Namen (Basionym) Lychnis flos-cuculi durch Carl von Linné in Species Plantarum, Tomus I, Seite 436. Die Neukombination zu Silene flos-cuculi (L.) Clairv. wurde 1811 durch Joseph Philippe de Clairville in Manuel d'Herborisation en Suisse et en Valais S. 146 veröffentlicht.
Je nach Autor gibt es keine oder wenige Unterarten:
- Lychnis flos-cuculi L. subsp. flos-cuculi: Kronblätter vierzipfelig mit linealen, spitzen Zipfeln, meist rosa
- Lychnis flos-cuculi subsp. subintegra Hayek (Syn.: Silene flos-cuculi subsp. subintegra (Hayek) Greuter & Burdet): Kronblätter nur zweizipfelig mit stumpfen Zipfeln, meist weiß; sie wird aber auch als eigene Art angesehen und heißt dann Silene subintegra (Hayek) Greuter[5] bzw. Lychnis subintegra (Hayek) Turrill. Sie kommt nur auf der Balkanhalbinsel und hier in Albanien, Bulgarien, Nordmazedonien und Griechenland vor.[5]

## Nutzung
Früher hatte die Kuckucks-Lichtnelke eine geringe Bedeutung in der Volksmedizin. Sie wird als Zierpflanze in Parks, Gärten oder an Gartenteichen verwendet.